# آنه-سو-سوها
آنه-سو-سوها (به فرانسوی: Annay-sur-Serein) یک کمون در فرانسه است که در canton of Noyers واقع شده‌است. آنه-سو-سوها ۲۷٫۰۰ کیلومتر مربع مساحت دارد.